# Jekatyerina Olegovna Kuznyecova
Katyeryna Olehivna Kuznyecova (ukránul: Катерина Олегівна Кузнецова) (Kijev, 1987. július 12. –) ukrán színésznő.

## Életrajz
1987. július 12-én született Kijevben. Apja Oleg Kuznyecov „kiváló sportoló”, anyja Alla Boriszenko sportoló. 
Szakmailag énekesként énekelt a kijevi Ogonok (Огонёк) kórusban körülbelül 10 évig. Arról álmodott operaénekesnő lesz, de úgy döntött, hogy színész lesz. A döntést Bernard Shaw Pygmalion című darabja befolyásolta, amelyben Bogdan Benjuk, Anatolij Hosztikojev és felesége, Natalja Szumszkaja mellett játszhatott. 2009-ben diplomázott az I. K. Karpenko-Karyról elnevezett Kijevi Nemzeti Színház-, Film- és Televíziós Egyetemen (S. A. Moiszejeva kurzusán). Együttműködött a Kijevi Akadémiai Fiatal Színházzal. 
Míg a magisztrátusban tanult, reggeli adásokat vezetett a First Nationalban. 2004-ben a Leprikonszi csoport Gorodok klipjében forgatás történt. 
2008 őszén részt vett az 1+1 ukrán TV-csatorna Neked táncolok! televíziós műsorában, ahol Muratom Nudelemmel együtt nyert.